# Diomede V Carafa
Diomede V Carafa (27 maggio 1611 – Madrid, 5 ottobre 1660) fu il quinto duca di Maddaloni e l'ottavo conte di Cerreto Sannita, noto per essere stato coinvolto nella rivolta di Masaniello.

## Biografia

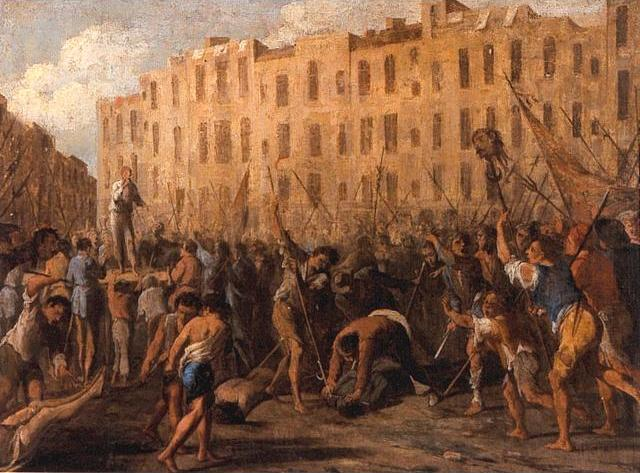
L'uccisione di Giuseppe Carafa, fratello di Diomede, in un dipinto di Micco Spadaro.

Diomede V Carafa, figlio di Marzio II e Maria di Capua Pacheco y Zúñiga, era soprannominato "Mostaccio" a causa dei suoi lunghi baffi e del suo carattere altezzoso, dispotico e imperioso.
Morto il padre nel 1628 rimase in tutela per due anni sotto il principe di Colubrano, suo parente, come si deduce da un documento del 1629. Il 28 aprile 1630 ricevette dall'Universitas di Maddaloni un donativo di 500 ducati «per segno d'amorevolezza, servitù e bona corrispondenza, pregandolo a voler ricevere per adesso la loro bona volontà, atteso avriemo animo di donarli più se non l'ostasse la esaustezza dell'Università».
Nello stesso anno fece il suo ingresso trionfale a Cerreto Sannita (capoluogo della contea superiore dei Carafa) dove i canonici della collegiata di San Martino, approfittando della temporanea assenza di mons. Sigismondo Gambacorta e contro le sue disposizioni, lo accolsero con tutti gli onori, «[...] con cotta e stole e croce [...] alla porta della terra di Cerreto [...] il medesimo Duca di Maddaloni padrone di queste terre, per il suo primo ingresso, e l'abbiamo fatto baciare la croce con condurlo sotto il baldacchino cantando il Te Deum laudamus nella Chiesa loro, dove poi l'Arciprete cantò un'orazione sul messale solennemente [...] con grave pregiudizio della giurisdizione ecclesiastica, il vilipendio della Chiesa e scandalo pubblico».
Sposò Antonia Caracciolo, vedova del duca di Airola e figlia di Marino Caracciolo terzo principe di Avellino, dalla quale ebbe due figli maschi: Marzio, suo successore, e Marino, che divenne governatore dello Stato dei Presidi in Toscana. Delle figlie femmine Margherita fu duchessa di Andria mentre Anna, Francesca e Maria diventarono suore nel convento di Santa Maria della Sapienza a Napoli.
L'indole dispotica e prepotente di Diomede si fece notare ben presto. Nel 1646, assieme al fratello Giuseppe, prese a calci il cardinale Ascanio Filomarino colpevole di non aver voluto ascoltare la lettura di un documento scritto da alcuni nobili cavalieri napoletani. Inoltre infierì contro il cardinale asserendo che il Filomarino, perché nato da una lavandaia, non era in grado di intendere i nobili cavalieri.
Fu accusato di aver fatto saltare con dell'esplosivo un galeone dell'esercito vicereale e fu incolpato di proteggere diversi banditi e malviventi. Per questi motivi fu arrestato e incarcerato in Castel Sant'Elmo a Napoli per ordine del viceré dell'epoca.
Quando il giovane pescivendolo Masaniello scatenò la rivolta il Carafa, che era in carcere, fece intendere al viceré che lui era in grado di sedarla. Fu quindi subito scarcerato e mandato a parlare con i rivoltosi che chiesero che fosse presentato loro un documento originale di Carlo V. Il giorno dopo Diomede tornò dai rivoltosi con un documento falso. Masaniello, accortosi dell'inganno, costrinse il Carafa a scendere da cavallo, lo afferrò per i capelli, lo percosse e lo rese prigioniero.
La notte fra il 9 e il 10 luglio riuscì a scappare dal luogo dove era stato imprigionato grazie a due fedelissimi di Masaniello che era riuscito a corrompere, Perrone e Grasso. Il Carafa, prima di scappare, promise ai due enormi ricchezze se avessero ucciso il capo della rivolta e il giorno dopo i due, con l'aiuto di alcuni banditi, cercarono senza successo di uccidere Masaniello. La folla, furiosa a causa del tentato assassinio della loro guida, uccise i due traditori e si mosse subito per uccidere i due cospiratori della famiglia Carafa, i fratelli Diomede e Giuseppe Carafa.
Diomede chiese asilo alla città di Benevento, possedimento dello Stato della Chiesa, dove rimase al sicuro sino al termine della rivolta. Suo fratello Giuseppe invece restò a Napoli dove, travestito da frate, cercò di scampare alla furia dei rivoltosi che assaltarono e depredarono più volte il palazzo di famiglia (attualmente noto come palazzo del Principe di Sannicandro) al rione Stella. Giuseppe consegnò ad un suo messo una lettera nella quale si invitata il viceré a sparare qualche colpo di cannone da Sant'Elmo per intimorire la folla. La lettera fu intercettata e i rivoltosi risalirono a Giuseppe che fu reso prigioniero e fu decapitato in piazza da un macellaio che con un solo colpo gli troncò il capo. Il cadavere fu devastato dalla folla accanita: un uomo, che un tempo era stato costretto a baciargli i piedi in segno di sottomissione, gli strappò con i denti un pezzo di carne; la testa fu portata a Masaniello che si divertì a strappargli uno dopo l'altro i peli dei baffi.
Terminata la rivolta Diomede volle acquistare una nuova residenza che ancora oggi si chiama palazzo Carafa di Maddaloni e che fece decorare dai maggiori artisti locali dell'epoca.
Egli non ebbe scrupolo a torturare e ad uccidere le persone che osavano contraddirlo, specie nei suoi feudi dove si fece aiutare dagli sgherri, guardie personali del feudatario. Fu così che quando il dottore fisico (medico) Giovannangelo Lombardi fu eletto sindaco di Cerreto Sannita, venuto a sapere che il Lombardi intendeva ricorrere al Sacro Regio Consiglio contro alcuni abusi feudali, il conte non esitò ad ammazzare il Lombardi assieme ad altri suoi compagni.
Il 22 ottobre 1650 il conte fu il mandante di un altro omicidio. Su suo mandato lo scagnozzo Giovanni Battista Carapella uccise il diacono Francesco Magnati che aveva osato denunciare pubblicamente gli abusi del feudatario. Questo omicidio non rimase impunito perché Antonio Magnati, ricco mercante di panni lana e fratello della vittima, fece tutto il possibile per vendicare avanti alla giustizia la morte del fratello arrivando a chiedere udienza al re Filippo IV di Spagna.
Nel 1658 mentre si trovava ancora rinchiuso a Castel Sant'Elmo fu amnistiato per la nascita dell'erede al trono spagnolo. Successivamente, il 5 agosto, il viceré conte di Castrillo lo fece arrestare a tradimento e fu imbarcato per la Spagna, dove dapprima confinato a Pamplona morì a Madrid il 5 ottobre 1660.